# Stefano Moscatelli
Stefano Moscatelli (falecido em 1485) foi um prelado católico romano que serviu como bispo de Nusco (1471–1485).

## Biografia
No dia 11 de outubro de 1471, Stefano Moscatelli foi nomeado pelo Papa Sisto IV como Bispo de Nusco. Serviu como Bispo de Nusco até à sua morte em 1485.